# Euphorbia schmitzii
Euphorbia schmitzii är en törelväxtart som beskrevs av Leslie Larry Charles Leach. Euphorbia schmitzii ingår i släktet törlar, och familjen törelväxter.
Artens utbredningsområde är Kongo-Kinshasa. Inga underarter finns listade i Catalogue of Life.